# SN 2006dp
SN 2006dp – supernowa typu II odkryta 9 lipca 2006 roku w galaktyce M-01-03-56. W momencie odkrycia miała maksymalną jasność 18,40m.